# Xinmin (ort i Kina, Sichuan Sheng, lat 32,52, long 106,75)
Xinmin är en ort i Kina. Den ligger i provinsen Sichuan, i den sydvästra delen av landet, omkring 330 kilometer nordost om provinshuvudstaden Chengdu. Antalet invånare är 7 044. Befolkningen består av 3 532 kvinnor och 3 512 män. Barn under 15 år utgör 19,0 %, vuxna 15-64 år 65 %, och äldre över 65 år 15,0 %.
Runt Xinmin är det ganska tätbefolkat, med 172 invånare per kvadratkilometer. Närmaste större samhälle är Nianpan, 19,4 km sydost om Xinmin. I omgivningarna runt Xinmin växer i huvudsak blandskog.
Genomsnittlig årsnederbörd är 1 375 millimeter. Den regnigaste månaden är juli, med i genomsnitt 309 mm nederbörd, och den torraste är december, med 3 mm nederbörd.